# Озера (Охтирський район)
Озе́ра — село в Україні, в Охтирському районі Сумської області. Населення становить 2 осіб. Входить до складу Комишанської сільської громади.

## Географія
Село Озера знаходиться на відстані 3 км від річки Ташань. За 2 км розташоване село Комиші. По селу протікає пересихаючий струмок з загатами. Поруч проходить автомобільна дорога Т 1705.

## Історія
12 червня 2020 року, відповідно до розпорядження Кабінету Міністрів України № 723-р «Про визначення адміністративних центрів та затвердження територій територіальних громад Сумської області», село увійшло до складу Комишанської сільської громади.
19 липня 2020 року, в результаті адміністративно-територіальної реформи та ліквідації Охтирського району(1923-2020), село увійшло до складу новоутвореного Охтирського району.